# Benthosphaera guaware
Benthosphaera guaware är en kräftdjursart som beskrevs av Bruce 1994. Benthosphaera guaware ingår i släktet Benthosphaera och familjen klotkräftor.
Artens utbredningsområde är havet kring Nya Zeeland. Inga underarter finns listade i Catalogue of Life.